# استخراج الجدال من القرآن الكريم
 استخراج الجدال من القرآن الكريم هو كتاب عن الجدال والحجة في القرآن الكريم، ألفه ناصح الدين بن الحنبلي (554 - 634 هـ = 1159 - 1236 م)، يتحدث المؤلف عن الجدال والحجة، وأول من سن الجدل والخلاف، وجدال الأنبياء عليهم السلام، مع ذكر الأدلة على وحدانية الخالق عز وجل، ونبوة محمد.
يحتوي الكتاب على ثمانية أبواب وهي كالتالي :
1. في ذكر الجدل في الكتاب العزيز والممدوح منه والمذموم.
2. أول من سن الجدال.
3. جدال الأنبياء صلوات الله عليهم وسلامه للأمم.
4. ذكر الأدلة وأنواعها على وجود الصانع سبحانه.
5. ذكر الأدلة على أنه واحد.
6. ذكر أدلة البعث.
7. ذكر الأدلة على رسالة محمد من القرآن العزيز.
8. في السؤال والجواب ونكت من الجدال.

يعد الكتاب من أقدم الكتب التي تحدثت في جدل القرآن الكريم الموجودة الآن، ويقال أنَّ أول من دون الجدل في الإسلام هو أبو علي الطبري.

## مؤلف الكتاب
ظهر خلاف حول مؤلف الكتاب الحقيقي، فأغلب الناس على أنَّه ابن رجب الحنبلي المتوفى سنة 795 هـ، تلميذ ابن قيم الجوزية وصاحب شرح الأربعين نووية. إلا أن الكتاب لم يُذكر ضمن مؤلفاته، كما أنَّ أسلوبه مختلف في هذا الكتاب حسبما قال الدكتور زاهر الألمعي بعد دراسته لذلك. لذا يُنسب هذا الكتاب لناصح الدين عبد الرحمن بن نجم ابن الحنبلي حيث في كتاب أقيسة النبي ﷺ الذي صدر في القاهرة بتحقيق أحمد حسن جابر، وعلي أحمد الخطيب لمجمع البحوث الإسلامية بالأزهر نسبا فيه كتاب استخراج الجدال إلى عبد الرحمن بن نجم، المعروف بابن الحنبلي، صاحب كتاب أقيسة النبي ﷺ.
ويخيل للبعض أنَّ ابن رجب الحنبلي هو نفسه عبد الرحمن بن نجم، فيرى البعض أنَّهما شخصية واحدة، ذلك أنَّ ابن رجب اسمه عبد الرحمن، إلا أنَّ هنالك اختلافًا باللقب. وقد فصل في ذلك الدكتور زاهر بن عواض الألمعي في تحقيقه لكتاب استخراج الجدال من القرآن الكريم.

## منهج المؤلف
1. كان يذكر الآية ويناقش الجدل فيها، فيشرحه للقارئ ويوضحه.
2. الاختصار والاقتصار: فقد ألف كتابه في أقل من 150 صفحة، وقد اقتصر المؤلف على الموضوعات الجدلية للجدل. ففي الباب الأول اقتصر على ذكر موضع ذكر كلمات الجدل والحجة والسلطان دون تفصيل. وفي الباب الثالث اقتصر في ذكر جدال الأنبياء على عرض 3 منهم، وهم نوح وإبراهيم وموسى عليهم السلام.[6]
3. التصنيف: حيث كان يُصنف الحجج إما لأنواعها (في الفصول الرابع وما عبده) أو لقائلها (حجج الأنبياء).

## مزايا الكتاب
يتميز الكتاب بقيمة كبيرة في مجال القرآن الكريم، خصوصًا لقدمه، وتشمل:
1. جمع أماكن لفظ الجدال في القرآن، والكلمات التي أتت بنفس المعنى، فجاء فيه: ذكر الله لفظ الجدل بتصريفاتها في 29 موضعًا، ولفظ الحجة وتصريفاتها في 27 موضعًا، ولفظ السلطان بمعنى الحجة في 32 موضعًا، وهنالك موضع آخر كان يقصد به الملك في آية ﴿هَلَكَ عَنِّي سُلْطَانِيَهْ ۝٢٩﴾ [الحاقة:29].
2. رغم أن الكتاب عن الجدال، إلا أنه يوضح للقارئ بأن الجدال أساسًا مذموم، إلا في 3 مواضع ذكرها القرآن الكريم، وهي: في سورة النحل ﴿ادْعُ إِلَى سَبِيلِ رَبِّكَ بِالْحِكْمَةِ وَالْمَوْعِظَةِ الْحَسَنَةِ وَجَادِلْهُمْ بِالَّتِي هِيَ أَحْسَنُ إِنَّ رَبَّكَ هُوَ أَعْلَمُ بِمَنْ ضَلَّ عَنْ سَبِيلِهِ وَهُوَ أَعْلَمُ بِالْمُهْتَدِينَ ۝١٢٥﴾ [النحل:125]. وفي سورة العنكبوت ﴿بَلْ هُوَ آيَاتٌ بَيِّنَاتٌ فِي صُدُورِ الَّذِينَ أُوتُوا الْعِلْمَ وَمَا يَجْحَدُ بِآيَاتِنَا إِلَّا الظَّالِمُونَ ۝٤٩﴾ [العنكبوت:49]. وفي سورة المجادلة ﴿قَدْ سَمِعَ اللَّهُ قَوْلَ الَّتِي تُجَادِلُكَ فِي زَوْجِهَا وَتَشْتَكِي إِلَى اللَّهِ وَاللَّهُ يَسْمَعُ تَحَاوُرَكُمَا إِنَّ اللَّهَ سَمِيعٌ بَصِيرٌ ۝١﴾ [المجادلة:1].
3. النظرة التاريخية: أول من سن الجدال: حيث بين المؤلف أنَّ أول من سن الجدال هم الملائكة، حيث قالوا: ﴿وَإِذْ قَالَ رَبُّكَ لِلْمَلَائِكَةِ إِنِّي جَاعِلٌ فِي الْأَرْضِ خَلِيفَةً قَالُوا أَتَجْعَلُ فِيهَا مَنْ يُفْسِدُ فِيهَا وَيَسْفِكُ الدِّمَاءَ وَنَحْنُ نُسَبِّحُ بِحَمْدِكَ وَنُقَدِّسُ لَكَ قَالَ إِنِّي أَعْلَمُ مَا لَا تَعْلَمُونَ ۝٣٠﴾ [البقرة:30]. كما ذكر بعده جدال إبليس لله تعالى، وبين كيف أن جدال الملائكة كان طاعةً لله، بينما جدال إبليس تكبرًا.
4. أول كتاب يوضح ويبين أهم جدالات الأنبياء لقومهم: فقد ذكر وبين وفصل جدال 3 من الأنبياء: وهم نوح وإبراهيم وموسى.
5. يعد الكتاب من أهم المراجع القديمة في ذكر الأدلة والحجج العقلية في القرآن على وجود الصانع سبحانه وتعالى: وقد ذكر فيه المؤلف عددًا كبيرًا من الآيات التي تدل على ذلك، منها: ﴿هُوَ الَّذِي جَعَلَ الشَّمْسَ ضِيَاءً وَالْقَمَرَ نُورًا وَقَدَّرَهُ مَنَازِلَ لِتَعْلَمُوا عَدَدَ السِّنِينَ وَالْحِسَابَ مَا خَلَقَ اللَّهُ ذَلِكَ إِلَّا بِالْحَقِّ يُفَصِّلُ الْآيَاتِ لِقَوْمٍ يَعْلَمُونَ ۝٥﴾ [يونس:5]، وقوله: ﴿إِنَّ اللَّهَ فَالِقُ الْحَبِّ وَالنَّوَى يُخْرِجُ الْحَيَّ مِنَ الْمَيِّتِ وَمُخْرِجُ الْمَيِّتِ مِنَ الْحَيِّ ذَلِكُمُ اللَّهُ فَأَنَّى تُؤْفَكُونَ ۝٩٥﴾ [الأنعام:95].
6. كان الكتاب أساسًا في توضيح الأدلة من القرآن على توحيد الله، بأنه صمد لا شريك له:[8] ومن الأدلة التي شرحها وبينها في هذا الصدد قوله تعالى: ﴿لَوْ كَانَ فِيهِمَا آلِهَةٌ إِلَّا اللَّهُ لَفَسَدَتَا فَسُبْحَانَ اللَّهِ رَبِّ الْعَرْشِ عَمَّا يَصِفُونَ ۝٢٢﴾ [الأنبياء:22]. وكذلك: ﴿مَا اتَّخَذَ اللَّهُ مِنْ وَلَدٍ وَمَا كَانَ مَعَهُ مِنْ إِلَهٍ إِذًا لَذَهَبَ كُلُّ إِلَهٍ بِمَا خَلَقَ وَلَعَلَا بَعْضُهُمْ عَلَى بَعْضٍ سُبْحَانَ اللَّهِ عَمَّا يَصِفُونَ ۝٩١﴾ [المؤمنون:91].
7. يعد الكتاب من أهم المراجع القديمة في ذكر الأدلة والحجج عن الجدال بالبعث ليوم الحساب:[9] حيث فصل المؤلف الأدلة الخاصة بالبعث والمجادلة في ذلك، وشرح الجدال في هذا الأمر، ومن الأمثلة التي ساقها على ذلك: ﴿وَيَقُولُ الْإِنْسَانُ أَئِذَا مَا مِتُّ لَسَوْفَ أُخْرَجُ حَيًّا ۝٦٦﴾ [مريم:66]، وكذلك: ﴿وَضَرَبَ لَنَا مَثَلًا وَنَسِيَ خَلْقَهُ قَالَ مَنْ يُحْيِي الْعِظَامَ وَهِيَ رَمِيمٌ ۝٧٨﴾ [يس:78]، ومنه الجدال في قوله تعالى: ﴿أَوْ خَلْقًا مِمَّا يَكْبُرُ فِي صُدُورِكُمْ فَسَيَقُولُونَ مَنْ يُعِيدُنَا قُلِ الَّذِي فَطَرَكُمْ أَوَّلَ مَرَّةٍ فَسَيُنْغِضُونَ إِلَيْكَ رُءُوسَهُمْ وَيَقُولُونَ مَتَى هُوَ قُلْ عَسَى أَنْ يَكُونَ قَرِيبًا ۝٥١﴾ [الإسراء:51].
8. جمع المؤلف للأدلة القرآنية التي تؤكد نبوة محمد عليه الصلاة والسلام: وكان جُلها بالقرآن كتحدٍّ بأن يأتوا بمثله: ﴿أَمْ يَقُولُونَ افْتَرَاهُ قُلْ فَأْتُوا بِسُورَةٍ مِثْلِهِ وَادْعُوا مَنِ اسْتَطَعْتُمْ مِنْ دُونِ اللَّهِ إِنْ كُنْتُمْ صَادِقِينَ ۝٣٨﴾ [يونس:38]، ومن الأدلة الأخرى: أدلة موجهة لأهل الكتاب: ﴿الَّذِينَ يَتَّبِعُونَ الرَّسُولَ النَّبِيَّ الْأُمِّيَّ الَّذِي يَجِدُونَهُ مَكْتُوبًا عِنْدَهُمْ فِي التَّوْرَاةِ وَالْإِنْجِيلِ يَأْمُرُهُمْ بِالْمَعْرُوفِ وَيَنْهَاهُمْ عَنِ الْمُنْكَرِ وَيُحِلُّ لَهُمُ الطَّيِّبَاتِ وَيُحَرِّمُ عَلَيْهِمُ الْخَبَائِثَ وَيَضَعُ عَنْهُمْ إِصْرَهُمْ وَالْأَغْلَالَ الَّتِي كَانَتْ عَلَيْهِمْ فَالَّذِينَ آمَنُوا بِهِ وَعَزَّرُوهُ وَنَصَرُوهُ وَاتَّبَعُوا النُّورَ الَّذِي أُنْزِلَ مَعَهُ أُولَئِكَ هُمُ الْمُفْلِحُونَ ۝١٥٧﴾ [الأعراف:157]، ﴿مُحَمَّدٌ رَسُولُ اللَّهِ وَالَّذِينَ مَعَهُ أَشِدَّاءُ عَلَى الْكُفَّارِ رُحَمَاءُ بَيْنَهُمْ تَرَاهُمْ رُكَّعًا سُجَّدًا يَبْتَغُونَ فَضْلًا مِنَ اللَّهِ وَرِضْوَانًا سِيمَاهُمْ فِي وُجُوهِهِمْ مِنْ أَثَرِ السُّجُودِ ذَلِكَ مَثَلُهُمْ فِي التَّوْرَاةِ وَمَثَلُهُمْ فِي الْإِنْجِيلِ كَزَرْعٍ أَخْرَجَ شَطْأَهُ فَآزَرَهُ فَاسْتَغْلَظَ فَاسْتَوَى عَلَى سُوقِهِ يُعْجِبُ الزُّرَّاعَ لِيَغِيظَ بِهِمُ الْكُفَّارَ وَعَدَ اللَّهُ الَّذِينَ آمَنُوا وَعَمِلُوا الصَّالِحَاتِ مِنْهُمْ مَغْفِرَةً وَأَجْرًا عَظِيمًا ۝٢٩﴾ [الفتح:29].
9. جمع المؤلف الأبواب الجدلية للكفار، وصنفها كلٌ حسب ما يناسبها:[10]
  1. مجادلة الناس للأنبياء والمؤمنين، ومنها: ﴿وَإِذَا قِيلَ لَهُمْ لَا تُفْسِدُوا فِي الْأَرْضِ قَالُوا إِنَّمَا نَحْنُ مُصْلِحُونَ ۝١١﴾ [البقرة:11]. ومنها: ﴿قَالُوا إِنَّا تَطَيَّرْنَا بِكُمْ لَئِنْ لَمْ تَنْتَهُوا لَنَرْجُمَنَّكُمْ وَلَيَمَسَّنَّكُمْ مِنَّا عَذَابٌ أَلِيمٌ ۝١٨﴾ [يس:18].
  2. من صور النقض: قولهم: ﴿وَإِذَا قِيلَ لَهُمُ اتَّبِعُوا مَا أَنْزَلَ اللَّهُ قَالُوا بَلْ نَتَّبِعُ مَا أَلْفَيْنَا عَلَيْهِ آبَاءَنَا﴾ [البقرة:170]. وكان النقض قوله: ﴿أَوَلَوْ كَانَ آبَاؤُهُمْ لَا يَعْقِلُونَ شَيْئًا وَلَا يَهْتَدُونَ ۝١٧٠﴾ [البقرة:170].
  3. الأحكام المعللة بتعليلٍ أو أكثر:
  4. أجوبة بعض الأسئلة الجدلية العامة التي تخطر على الناس، وتفصيلها: مثل قصة السفينة مع عيسى والخضر عليهما السلام.
  5. ذكر الحجة بالقياس: ﴿يَا بَنِي آدَمَ لَا يَفْتِنَنَّكُمُ الشَّيْطَانُ كَمَا أَخْرَجَ أَبَوَيْكُمْ مِنَ الْجَنَّةِ﴾ [الأعراف:27].
  6. الجدال بالترجيح: ﴿وَلَا تَهِنُوا فِي ابْتِغَاءِ الْقَوْمِ إِنْ تَكُونُوا تَأْلَمُونَ فَإِنَّهُمْ يَأْلَمُونَ كَمَا تَأْلَمُونَ وَتَرْجُونَ مِنَ اللَّهِ مَا لَا يَرْجُونَ وَكَانَ اللَّهُ عَلِيمًا حَكِيمًا ۝١٠٤﴾ [النساء:104]، وفي قوله: ﴿قُلْ هَلْ مِنْ شُرَكَائِكُمْ مَنْ يَهْدِي إِلَى الْحَقِّ قُلِ اللَّهُ يَهْدِي لِلْحَقِّ أَفَمَنْ يَهْدِي إِلَى الْحَقِّ أَحَقُّ أَنْ يُتَّبَعَ أَمْ مَنْ لَا يَهِدِّي إِلَّا أَنْ يُهْدَى فَمَا لَكُمْ كَيْفَ تَحْكُمُونَ ۝٣٥﴾ [يونس:35].
  7. الجدال بالمفهوم: ﴿وَقَضَى رَبُّكَ أَلَّا تَعْبُدُوا إِلَّا إِيَّاهُ وَبِالْوَالِدَيْنِ إِحْسَانًا إِمَّا يَبْلُغَنَّ عِنْدَكَ الْكِبَرَ أَحَدُهُمَا أَوْ كِلَاهُمَا فَلَا تَقُلْ لَهُمَا أُفٍّ وَلَا تَنْهَرْهُمَا وَقُلْ لَهُمَا قَوْلًا كَرِيمًا ۝٢٣﴾ [الإسراء:23].
  8. الشبهات: ﴿وَقَالُوا مَالِ هَذَا الرَّسُولِ يَأْكُلُ الطَّعَامَ وَيَمْشِي فِي الْأَسْوَاقِ لَوْلَا أُنْزِلَ إِلَيْهِ مَلَكٌ فَيَكُونَ مَعَهُ نَذِيرًا ۝٧﴾ [الفرقان:7]، وقولهم: ﴿وَمَا مَنَعَنَا أَنْ نُرْسِلَ بِالْآيَاتِ إِلَّا أَنْ كَذَّبَ بِهَا الْأَوَّلُونَ وَآتَيْنَا ثَمُودَ النَّاقَةَ مُبْصِرَةً فَظَلَمُوا بِهَا وَمَا نُرْسِلُ بِالْآيَاتِ إِلَّا تَخْوِيفًا ۝٥٩﴾ [الإسراء:59]، ﴿وَقَالُوا لَوْلَا أُنْزِلَ عَلَيْهِ مَلَكٌ وَلَوْ أَنْزَلْنَا مَلَكًا لَقُضِيَ الْأَمْرُ ثُمَّ لَا يُنْظَرُونَ ۝٨﴾ [الأنعام:8].
  9. في ذم التقليد والمقلدين: ﴿وَإِذَا قِيلَ لَهُمْ تَعَالَوْا إِلَى مَا أَنْزَلَ اللَّهُ وَإِلَى الرَّسُولِ قَالُوا حَسْبُنَا مَا وَجَدْنَا عَلَيْهِ آبَاءَنَا أَوَلَوْ كَانَ آبَاؤُهُمْ لَا يَعْلَمُونَ شَيْئًا وَلَا يَهْتَدُونَ ۝١٠٤﴾ [المائدة:104].

## من الكتب التي ألفت على الكتاب
- كتاب جدل القرآن، لنجم الدين الطوفي، المتوفى سنة 716 هـ، وهو مفقود.